# Adramelec
Adramelec, Adrameleck, Adrammelech o Adramelech (etimològicament «Adar el rei») fou originàriament un deu solar dels assiris venerat pels habitants de Sefarvaim al qual, segons la Bíblia, immolaven els seus fills al seu altar. Segons Collin de Plancy és un dimoni de primer ordre en la jerarquia infernal és gran canceller de l'infern, majordom del vestuari del sobirà dels dimonis, president de l'Alt Consell dels diables. També relata que els rabins deien que es mostrava sota la figura d'un mul i, de vegades en el d'un paó.